# Blind Before I Stop
Blind Before I Stop je páté studiové album amerického rockového zpěváka Meat Loafa. Vydáno bylo v září roku 1986 prostřednictvím společnosti Atlantic Records v Severní Americe a společnosti Arista Records ve zbytku světa. Nahrávání alba proběhlo během ledna téhož roku v německém studiu Far Studios s producentem Frankem Farianem. Meat Loaf plánoval počkat na písně, které by pro něj napsal Jim Steinman, dle smlouvy s vydavatelstvím na něj ale nemohl čekat, nýbrž musel vydat album. Na skládání se tedy podílelo mnoho různých autorů, sám zpěvák byl spoluautorem třech písní.

## Seznam skladeb
| Pořadí         | Název                                       | Autor                                      | Délka |
| -------------- | ------------------------------------------- | ------------------------------------------ | ----- |
| 1.             | Execution Day                               | Meat Loaf, Dick Wagner                     | 6:30  |
| 2.             | Rock 'n' Roll Mercenaries (feat. John Parr) | Michael Dan Ehmig, Alan Hodge              | 5:00  |
| 3.             | Getting Away with Murder                    | Terry Britten, Sue Shifrin                 | 3:49  |
| 4.             | One More Kiss (Night of the Soft Parade)    | John Golden, Meat Loaf                     | 5:40  |
| 5.             | Blind Before I Stop                         | Paul Christie, Golden, Meat Loaf           | 3:33  |
| 6.             | Burning Down                                | Billy Rankin                               | 5:00  |
| 7.             | Standing on the Outside                     | Steve George, John Lang, Richard Page      | 3:57  |
| 8.             | Masculine                                   | Rick Derringer, Jake Hooker, Bernard Kenny | 4:23  |
| 9.             | Man and a Woman (feat. Amy Goff)            | John Harris, Jerry Riopelle                | 4:11  |
| 10.            | Special Girl                                | Eddie Schwartz, Dave Tyson                 | 3:54  |
| 11.            | Rock 'n' Roll Hero                          | John Wilcox                                | 4:30  |
| Celková délka: | Celková délka:                              | Celková délka:                             | 48:33 |

## Obsazení
- Meat Loaf – zpěv, kytara

Ostatní
- John Parr – zpěv
- Mats Björklynd – kytara, basová kytara, klávesy, programování, bicí
- Johan Daansen – kytara
- Peter Weihe – kytara
- Dieter Petereit – basová kytara
- John Golden – basová kytara
- Harry Baierl – piano, klávesy, programování
- Pit Löw – klávesy, programování
- Mel Collins – saxofon
- Curt Cress – bicí
- Amy Goff – zpěv, doprovodný zpěv
- Frank Farian – doprovodný zpěv
- Peter Bischof – zpěv
- Bert Gebhard – zpěv
- Bimey Oberreit – zpěv
- Elaine Goff – zpěv
- The Jackson Singers – chorály

Technická podpora
- Frank Farian – produkce